# Шевцово (Рязанская область)
Шевцово — деревня в Искровском сельском поселении Рязанского района Рязанской области России.

## Расположение
Расположена на юге Рязанского района Рязанской области на реке Тысья. Расстояние до Рязани — 30 км.

## Транспорт
В черте деревни расположена железнодорожная станция Шевцово Московской железной дороги.

## Население
| 2010 |
| ---- |
| 374  |